# Lola Anderson
Lola Anderson (Londres, 16 de abril de 1998) é uma remadora britânica, campeã olímpica.

## Carreira
Anderson é de Richmond, Grande Londres e estudou na Surbiton High School. Ela se formou em literatura inglesa pela Newcastle University.
Anderson ganhou uma medalha de ouro no quádruplo scull no Campeonato Europeu de Remo de 2022. Isso foi seguido por uma medalha de bronze no Campeonato Mundial de Remo de 2022. Em 2022, Anderson venceu a Princess Royal Challenge Cup (o principal evento de skiff individual feminino) na Henley Royal Regatta, remando pelo Leander Club.
Nos Jogos Olímpicos de Verão de 2024, em Paris, conquistou a medalha de ouro na competição de skiff quádruplo feminino, ao lado de Lauren Henry, Hannah Scott e Georgina Brayshaw com o tempo de 6:16.31.